# Wolfsegg (Baviera)
Wolfsegg é um município da Alemanha, situado no distrito de Ratisbona, no estado da Baviera. Tem 7,46 km² de área, e sua população em 2019 foi estimada em 1.525 habitantes.